# 伊笠山
伊笠山（いがさやま）は、徳島県阿波市に位置する山である。標高は704.78m。

## 地理
旧阿波郡市場町の最高峰で、空海の愛犬が葬られていることで知られる市場町犬墓に位置する。東の城王山と対峙する山で、山頂には式内社・旧村社の伊笠神社が鎮座する。
山名は、新田氏の一族がこの地に逃れた際、藺草の笠を被っていたことに由来するとされ、一説には山頂の伊笠神社に新田氏を祀っていると云われている。

## 交通
- 徳島自動車道「土成インターチェンジ」より国道318号・徳島県道139号船戸切幡上板線経由。